# Nicola De Rinaldo
Nicola De Rinaldo (* 24. Januar 1942 in Neapel) ist ein italienischer Dokumentarfilmer, Filmregisseur und Drehbuchautor.

## Leben
De Rinaldo war seit 1965 als Filmamateur tätig und kam über Kurzfilme und eine Assistenz bei Tinto Brass zu seiner Arbeit für das Fernsehen. Dort fertigte er zahlreiche Dokumentationen, oftmals im Montage-Stil. Unter seinen bekanntesten Werken dieser Form sind Storie di vita: Un paese e i suoi emigranti, Obiettivo sud und Il caso Alfa Sud. 1985 inszenierte er erstmals einen abendfüllenden Film. L'amara scienza wurde im Fernsehen erstaufgeführt; erst vierzehn Jahre später wurde der selten gezeigte, aber gelobte Giallo Il manoscritto di Van Hecken fertiggestellt. 2002 schließlich kam mit La vita degli altri sein bislang letzter Film in die Kinos.

## Filmografie (Auswahl)
- 1985: L'amara scienza
- 1999: Il manoscritto di Van Hecken
- 2002: La vita degli altri